# 宇治の大君
宇治の大君（うじのおおいきみ、うじのおおいぎみ）は、紫式部の『源氏物語』の登場人物。五十四帖中、第三部「宇治十帖」の「橋姫」から「総角」まで登場。薫の思い人。
宇治八の宮と北の方に生まれた長女で、思慮深くしっかりした性格の上品で気高い姫君。母北の方死去の後は父と妹中君と共に、宇治の別荘で世捨て人のようにひっそりと暮らしていた。そこへ薫が八の宮を仏道の師と仰いで通い始め、ある秋の夜に楽を奏でる大君・中の君姉妹の姿を垣間見たのをきっかけに、薫は美しく優雅な大君に思いを寄せるようになる（「橋姫」）。八の宮も内心では薫を姉妹どちらかの婿にと望んでおり、娘たちの後見を薫に託して亡くなった（「椎本」）。
頼りの父を失い悲しみに暮れる姉妹に薫は細々と気を配り、中君と匂宮との結婚を勧めながら自らも大君に愛を訴える。それに対して大君はつまらぬ男に関わるくらいなら生涯独身で通すようにとの父の遺訓を守り通す決意を固めており、誠実な薫を慕わしく思いながらも自分よりも妹中君と薫が結ばれるのを願って、父の喪中に薫に踏みこまれても気強く拒み通す。しかし薫は大君の意に反して逆に匂宮を中君に手引きし、裏切られた思いの大君はその後匂宮が身分柄なかなか宇治へ来られないことに悲嘆するあまり病に倒れ、薫の手厚い看護も空しく26歳の若さで他界した（「総角」）。
薫を愛しながらも現世で結ばれることを拒み通した大君は、死後も長く薫の心を呪縛し続け、その面影を求めて中君、ついで異母妹の浮舟へと報われない愛の遍歴を重ねる要因となった。